# Musafirkhana
Musafirkhana è una suddivisione dell'India, classificata come nagar panchayat, di 7.373 abitanti, situata nel distretto di Sultanpur, nello stato federato dell'Uttar Pradesh.